# Horst Queck
Horst Queck, nemški smučarski skakalec, * 5. oktober 1943, Steinach, Nemčija.
Queck je uspeh kariere dosegel z zmago na Novoletni turneji v sezoni 1969/70. Tekmoval je med letoma 1966 in 1971, kot najboljšo posamično uvrstitev je dosegel drugo mesto. 